# Guldgult krisslemott
Guldgult krisslemott, Anania crocealis är en fjärilsart som först beskrevs av Jacob Hübner 1796.  Guldgult krisslemott ingår i släktet Anania, och familjen gräsmott, Crambidae. Enligt den finländska rödlistan är arten nära hotad i Finland. Arten är reproducerande och har enlivskraftig, (LC), population i Sverige. Artens livsmiljö är torra gräsmarker. Inga underarter finns listade i Catalogue of Life.

## Bildgalleri

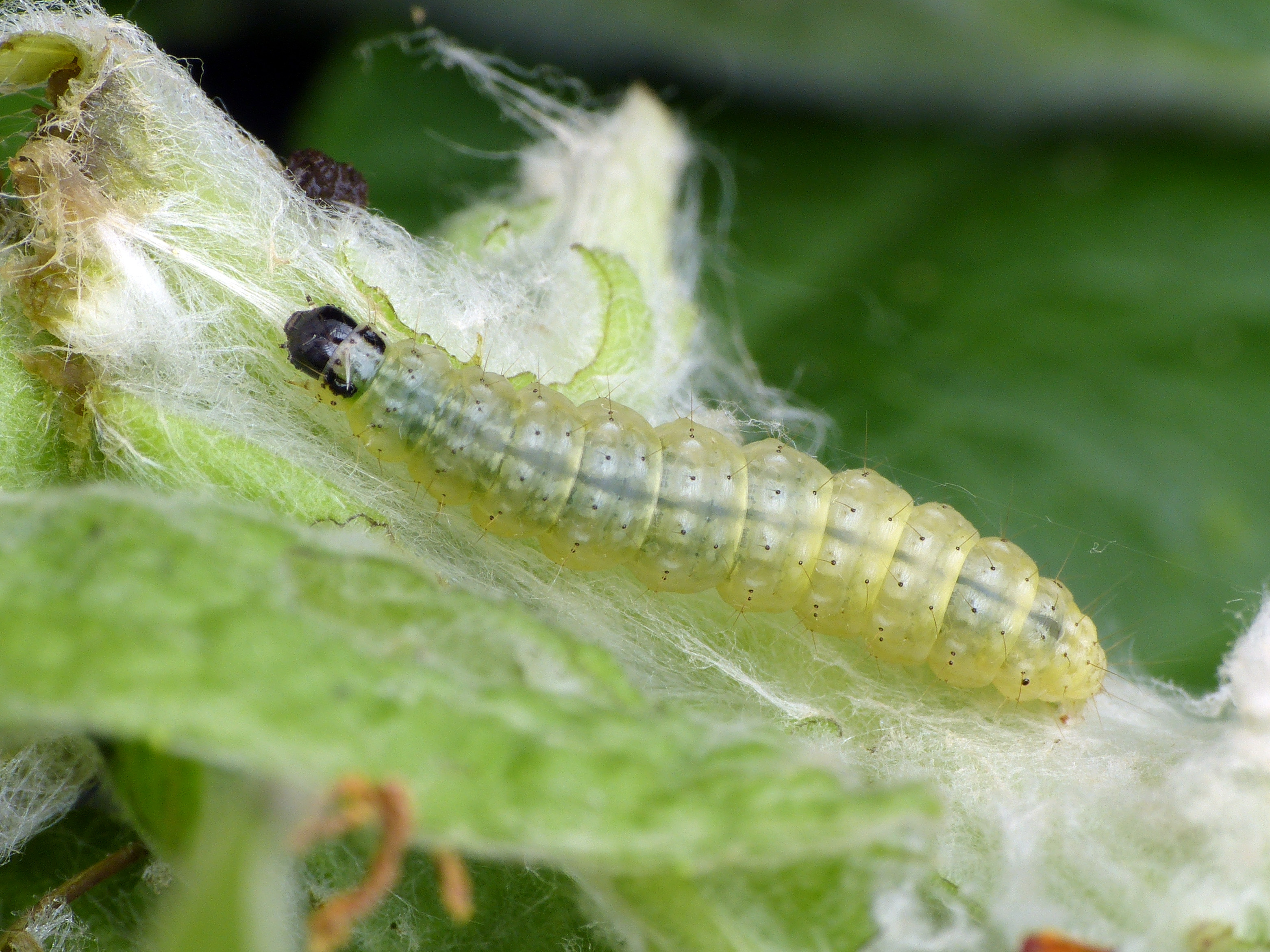
Fjärilens larv.
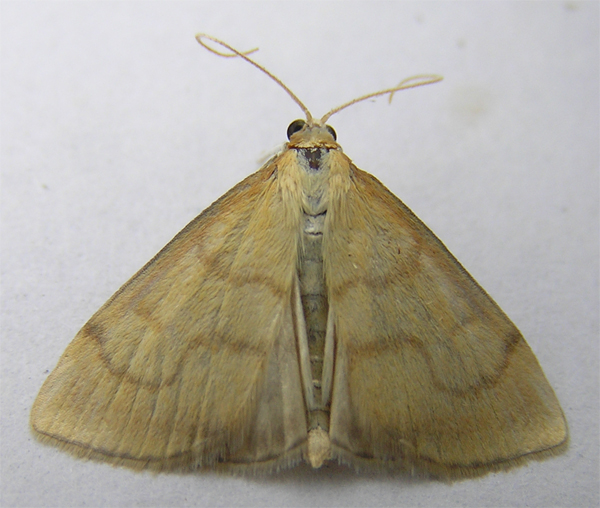
Imago fjäril
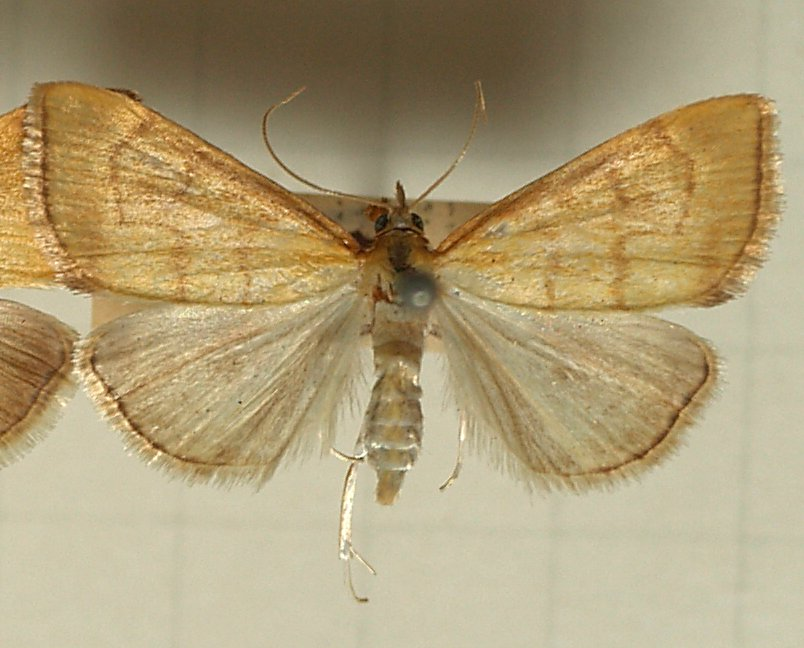
Preparerad (uppnålad) imago fjäril